# 小林花音
小林 花音（こばやし かのん、2005年10月20日 - ）は、日本の子役。モンドラナエンタテインメント所属。

## 出演

### テレビ
- いないいないばあっ!（2007年、NHK教育テレビ）
- それいけ!アンパンマンくらぶ（2011年 - 2013年、BS日テレ）
- 仮面ライダーウィザード（2013年、テレビ朝日系列） - コヨミ（幼少期）役  (42 - 43話)

### CM
- 大正製薬リアップ（2011年）
- ANAカード（2011年）
- 森永製菓ミルクココア（2011年）
- 人形の久月（2012年 - 2013年）
- チューリッヒきっかけと実感編（2012年）
- ミスタードーナッツクリスマスセット「それはちょっと」編（2012年）

### 雑誌
- 学研 ディズニープリンセス ラブ&キュート 2012年12月号